# کابوت اویل
کابوت اویل (انگلیسی: Cabot Oil) شرکت نفت و گاز آمریکایی است، که در سال ۱۹۸۹ تأسیس شد.